# 梅州西站
梅州西站是一座位于广东省梅州市梅县区南口镇葵岗村宪梓南路西侧的铁路车站，毗邻梅河高速及其葵岗互通立交，距离梅州市中心直线距离约9公里，有梅汕铁路在此始发。2019年10月11日随梅汕线通车启用。

## 车站结构
梅州西站建筑面积12000平方米，候车室面积7109平方米，最高聚集人数1500人。车站整体为圆弧形造型，以“世界客都”为设计理念，体现客家人“团结、团聚、团圆”的特色。
本站站场设置三台八线。站房主体结构采用普通混凝土结构，站房和雨棚均采用桩基础。

## 利用状况
截至2025年1月5日全国铁路季度调图，梅州西站共办理列车80趟，可达广州、深圳、珠海、汕头、潮州、厦门、南昌、香港等地。

## 外部連結
- 维基共享资源上的相關多媒體資源：梅州西站